# نيدسون رودريغيز دي سوزا
نيدسون رودريغيز دي سوزا (Nádson Rodrigues de Souza) (30 يناير 1982 في البرازيل – )؛ هو لاعب كرة قدم سابق كان يلعب كمهاجم. يلعب مع منتخب البرازيل لكرة القدم منذ عام 2003.

## وصلات خارجية
- نيدسون رودريغيز دي سوزا على موقع رابطة كرة القدم اليابانية للمحترفين (اليابانية)
- نيدسون رودريغيز دي سوزا على موقع دوري كوريا الجنوبية (الإنجليزية)
- نيدسون رودريغيز دي سوزا على موقع قاعدة بيانات كرة القدم.إي يو (الإنجليزية)
- نيدسون رودريغيز دي سوزا على موقع ناشيونال فوتبول تيمز (الإنجليزية)
- نيدسون رودريغيز دي سوزا على موقع Soccerway.com (الإنجليزية)
- نيدسون رودريغيز دي سوزا على موقع عالم كرة القدم.نت (الإنجليزية)

- National Football Teams